# Michael Pinnella
Michael Pinnella (Point Pleasant Beach, 29 agosto 1969) è un tastierista statunitense, cofondatore (insieme a Michael Romeo) della Progressive metal band statunitense Symphony X.

## Biografia
Pinnella è nato a Point Pleasant Beach, nel New Jersey, ed è stato fin dalla sua infanzia incoraggiato a seguire la passione per la musica. A soli quattro anni, ha iniziato a prendere lezioni di pianoforte, sviluppando un profondo interesse per i grandi compositori classici come Mozart, Beethoven, Chopin e Bach.
Intorno all'età di 11 anni, ha iniziato ad impegnarsi in modo più serio nella sua formazione musicale. Durante la sua giovinezza, è stato fortemente influenzato da Yngwie Malmsteen, tanto che ha chiesto ai suoi genitori di acquistargli una tastiera. Durante il periodo universitario, ha approfondito i suoi studi di pianoforte, teoria musicale, composizione e ha frequentato altri corsi musicali.
Le sue influenze musicali si sono ampliate ulteriormente includendo band progressive degli anni '70 come Emerson, Lake & Palmer, Yes e Jethro Tull, oltre a quelle degli anni '80.
Dopo aver completato gli studi universitari, Pinnella ha cominciato a insegnare pianoforte presso un negozio di musica locale. È durante questo periodo che ha avuto l'opportunità di lavorare con Michael Romeo dei Symphony X, grazie all'amicizia di uno dei suoi colleghi insegnanti del negozio. Nel 1994, ha così ottenuto il ruolo di tastierista nella band.

## Discografia

### Da solista
- 2004 - Enter by the Twelfth Gate
- 2014 - Ascension

### Symphony X
- 1994 - Symphony X
- 1995 - The Damnation Game
- 1997 - The Divine Wings of Tragedy
- 1998 - Twilight in Olympus
- 2000 - V - The New Mythology Suite
- 2002 - The Odyssey
- 2007 - Paradise Lost
- 2011 - Iconoclast
- 2015 - Underworld